# Fòssil estatal
La majoria d'estats dels Estats Units d'Amèrica han designat un fòssil estatal, en molts casos durant els anys vuitanta. És comú designar una espècie en lloc d'un únic exemplar, o una categoria de fòssils que no es limita a una única espècie. Els fòssils estatals es diferencien d'altres emblemes estatals dels Estats Units com per exemple els dinosaures estatals, les pedres estatals, els minerals estatals, les pedres precioses estatals o les roques estatals i un estat pot designar-ne un, alguns o tots. Per exemple, a Arizona, la pedra estatal és la turquesa i el dinosaure estatal és el Sonorasaurus thompsoni, però el fòssil estatal és la fusta petrificada.
Els dos primers estats a designar un fòssil estatal van ser Nebraska i Dakota del Nord, tots dos el 1967.
Alguns estats que manquen d'un fòssil estatal explícitament designat tenen, tanmateix, un dinosaure estatal, un mineral estatal o una roca estatal.
Set estats, ademés del Districte de Columbia, encara no tenen un fòssil estatal explícit:
- Arkansas: encara sense fòssil estatal, però Arkansaurus és el dinosaure estatal.
- Districte de Columbia: encara sense fòssil estatal, però Capitalsaurus és el dinosaure estatal.
- Florida: encara sense fòssil estatal, però el corall agatitzat és la pedra estatal.
- Hawaii: encara sense fòssil estatal.
- Iowa: encara sense fòssil estatal, però el fòssil de crinoïdeu va ser proposat al 2018.
- Minnesota: encara sense fòssil estatal. Tanmateix, el castor gegant Castoroides ohioensis va ser proposat al 2022.
- Nou Hampshire: encara sense fòssil estatal, però el mastodont ha estat proposat al 2015.
- Texas: encara sense fòssil estatal, però Sauroposeidon proteles és el dinosaure estatal.

## Llista de fòssils estatals
| State              | Període              | Nom comú                             | Nomenclatura binomial                                       | Imatge                   | Any i citació                    |
| ------------------ | -------------------- | ------------------------------------ | ----------------------------------------------------------- | ------------------------ | -------------------------------- |
| Alabama            | Eocè                 | Balena                               | Basilosaurus cetoides                                       | Basilosaurus cetoides    | 1984                             |
| Alaska             | Plistocè             | Mamut                                | Mammuthus primigenius                                       | Mamut                    | 1986                             |
| Arizona            | Triàsic              | Fusta petrificada                    | Araucarioxylon arizonicum                                   | Fusta petrificada        | 1988                             |
| Califòrnia         | Plistocè             | Dent de sabre                        | Smilodon fatalis                                            | Smilodon fatalis         | 1974                             |
| Colorado           | Juràssic             | Estegosaure                          | Stegosaurus stenops                                         | Estegosaure              | 1982                             |
| Connecticut        | Juràssic             | Fòssils de petjades                  |                                                             |                          | 1991                             |
| Delaware           | Cretaci              | Belemnita                            |                                                             |                          | 1996                             |
| Geòrgia            | Cretaci-Miocè        | Dent de tauró                        |                                                             |                          | 1976                             |
| Idaho              | Pliocè-Plistocè      | Cavall de Hagerman                   | Equus simplicidens                                          | Equus simplicidens       | 1988                             |
| Illinois           | Carbonífer           | Tullimonstrum                        | Tullimonstrum gregarium                                     |                          | 1989                             |
| Indiana            | Holocè               | Mastodont                            | Mammut americanum                                           |                          | 2022                             |
| Kansas             | Cretaci              | Pteranodon (fòssil estatal volador)  | Pteranodon longiceps                                        |                          | 2014                             |
| Kansas             | Cretaci              | Tylosaurus (fòssil estatal marí)     | Tylosaurus kansasensis                                      |                          | 2014                             |
| Kentucky           | Ordovicià-Carbonífer | Braquiòpode                          | indeterminat                                                | Braquiòpode              | 1986                             |
| Louisiana          | Oligocè              | Palmera petrificada                  | Palmoxylon                                                  |                          | 1976                             |
| Maine              | Devonià              | Planta                               | Pertica quadrifaria                                         |                          | 1976                             |
| Maryland           | Miocè                | cargol punxenc / gastròpode          | Ecphora gardnerae gardnerae                                 |                          | 1984 (nom revista al 1994)       |
| Massachusetts      | Juràssic             | Petjades de dinosaure                | Eubrontes giganteus                                         |                          | 1980                             |
| Michigan           | Holocè               | Mastodont                            | Mammut americanum                                           |                          | 2002                             |
| Mississipi         | Eocè                 | balenes                              | Basilosaurus i Zygorhiza                                    |                          | 1982                             |
| Missouri           | Carbonífer           | Crinoide                             | Delocrinus missouriensis                                    |                          | 1989                             |
| Montana            | Cretaci              | Hadrosaure                           | Maiasaura peeblesorum                                       |                          | 1985                             |
| Nebraska           | Plistocè             | Mamuts                               | Mammuthus primigenius Mammuthus columbi Mammuthus imperator |                          | 1967                             |
| Nevada             | Triàsic              | Ictiosaure                           | Shonisaurus popularis                                       |                          | 1977 (designat) 1988 (confirmat) |
| Nova Jersey        | Cretaci              | Hadrosaure                           | Hadrosaurus foulkii                                         |                          | 1991                             |
| Nou Mèxic          | Triàsic              | teròpode                             | Coelophysis bauri                                           |                          | 1981                             |
| Nova York          | Silurià              | Eurípterid                           | Eurypterus remipes                                          |                          | 1984                             |
| Carolina del Nord  | Miocè-Pliocè         | Dent de tauró                        | Otodus megalodon                                            |                          | 2013                             |
| Dakota del Nord    | Paleocè              | Fusta petrificada amb forats de cucs | Fusta petrificada de Teredo                                 |                          | 1967                             |
| Ohio               | Ordovicià            | Trilobit                             | Isotelus                                                    |                          | 1985                             |
| Oklahoma           | Juràssic             | Al·losàurid                          | Saurophaganax maximus                                       |                          | 2000                             |
| Oregon             | Eocè                 | Planta                               | Metasequoia                                                 |                          | 2005                             |
| Pennsilvània       | Devonià              | Trilobit                             | Phacops rana                                                | Trilobit                 | 1988                             |
| Rhode Island       | Paleozoic            | Trilobit                             | Gènere i espècie no especificats                            |                          | 2023                             |
| Carolina del Sud   | Plistocè             | Mamut colombí                        | Mammuthus columbi                                           |                          | 2014                             |
| Dakota del Sud     | Cretaci              | Ceratòpsid                           | Triceratops                                                 | Triceratops              | 1988                             |
| Tennessee          | Cretaci              | Bivalve                              | Pterotrigonia thoracica                                     |                          | 1998                             |
| Utah               | Juràssic             | carnosaurian dinosaur                | Allosaurus                                                  | Al·losaure               | 1988                             |
| Vermont            | Plistocè             | Beluga                               | Delphinapterus leucas                                       |                          | 1993                             |
| Virgínia           | Cenozoic             | Bivalve                              | Chesapecten jeffersonius                                    | Chesapecten jeffersonius | 1993                             |
| Washington         | Plistocè             | Mamut de Colúmbia                    | Mammuthus columbi                                           | Mamut de Colúmbia        | 1998                             |
| Virgínia de l'Oest | Carbonífer           | corall fòssil (gem estatal)          | indeterminat                                                |                          | 2008                             |
| Wisconsin          | Ordovicià-Silurià    | Trilobit                             | Calymene celebra                                            |                          | 1985                             |
| Wyoming            | Eocè                 | Peix                                 | Knightia                                                    | Knightia                 | 1987                             |